# Joyce Johnson
Joyce Johnson (født 1935) er en amerikansk forfatter af både fiktion og non-fiktion, som modtog National Book Critics Circle Award for sine memoirer Minor Characters om hendes forhold til Jack Kerouac.
Hun blev født som Joyce Glassman af jødiske forældre i Queens, New York. Hun voksede op på Manhattan, lige rundt om hjørnet fra hvor William S. Burroughs og Joan Vollmer Adams Burroughs boede. Allen Ginsberg og Kerouac kom tit på besøg hos Burroughs. Da hun var 13, gjorde Joyce oprør mod sine dominerende forældre og begyndte at hænge ud på Washington Square. Mens hun gik på Bernard College, blev hun venner med Elise Cowen (der en kort overgang var Ginsbergs elskerinde), som introducerede hende til beatmiljøet. Ginsberg arrangerede en blind date for Kerouac og Joyce.
I Minor Characters ser hun tilbage på årene 1957 og 1958, hvor Kerouac blev berømt med udgivelsen af On the Road. Johnson rettede med sin bog opmærksomheden på kvinderne i beatgenerationen. Andre memoirer og antologier er siden blevet udgivet af og om beat-generationens kvinder.
Korrespondancen mellem Johnson og Kerouac, der er samlet i bogen Door Wide Open: A Beat Love Affair in Letters, 1957-1858, blev efterfulgt af endnu en erindringsbog, Missing Men (2004).
Joyce Johnson var kortvarigt gift med den ekspressionistiske maler Jim Johnson, som blev dræbt i en motorcykelulykke.